# Císium

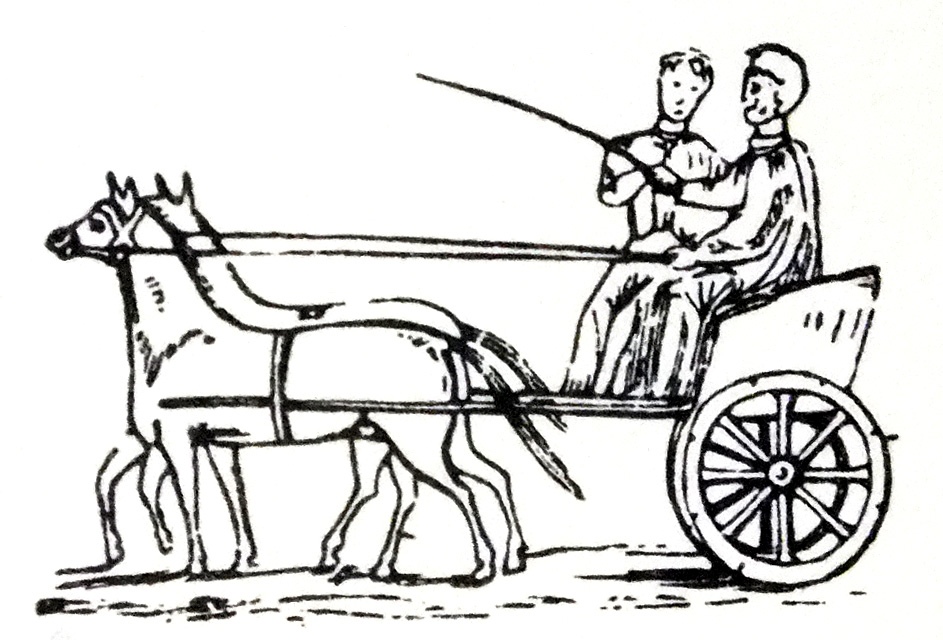
Císium

Un císium (llatí: cisium) era un carruatge romà obert, de dues rodes, adaptat per portar persones d'una ciutat a una altra de manera ràpida. Era tirat generalment per cavalls o mules, normalment un parell, però de vegades per una única mula. Ausoni parla d'un císium estirat per tres cavalls. El vehicle podia fer llargs recorreguts en poc de temps (100 km en deu hores), parant a les estacions (mutatio) del camí on es podien canviar els animals.
Els conductors d'aquests vehicles eren anomenats cisiaris (cisiarii), i estaven sotmesos a dures sancions en cas de conducció perillosa o manca d'atenció. El conductor podia ser un llibert o un esclau del propietari, o tenir aquest ofici per compte d'altres.